# Conseil d'État du canton de Bâle-Campagne
Pour les autres articles nationaux ou selon les autres juridictions, voir Conseil d'État.
Le Conseil d'État du canton de Bâle-Campagne (en allemand : Regierungsrat des Kantons Basel-Landschaft), est le gouvernement du canton de Bâle-Campagne.

## Description
Le Conseil d'État est une autorité collégiale, composée de cinq membres. Il est dirigé par le président du gouvernement (Regierungspräsident), en son absence par le vice-président (Vizepräsident). Il se réunit le mardi matin.
Chaque conseiller d'État est à la tête d'une direction (en allemand : Direktion). Les départements portent les noms suivants :
- Direction des finances et des cultes (Finanz- und Kirchendirektion)
- Direction de l'économie et de la santé (Volkswirtschafts- und Gesundheitsdirektion)
- Direction des travaux publics et de l'environnement (Bau- und Umweltschutzdirektion)
- Direction de la sécurité (Sicherheitsdirektion)
- Direction de l'éducation, de la culture et des sports (Bildungs-, Kultur- und Sportdirektion).

## Élection
Les membres du Conseil d'État sont élus par le peuple au scrutin majoritaire à deux tours pour une période de quatre ans. La législature commence le 1er juillet.
Le président et le vice-président sont élus par le Landrat pour une période d'un an. L'année présidentielle débute en juillet et se termine en juin.

## Composition

### Législature 2023-2027
Date de l'élection : 13 février 2023
- Monica Gschwind (PLR), direction de l'éducation, de la culture et des sports
- Thomi Jourdan (PEV), direction de l'économie et de la santé[13]
- Anton Lauber (Le Centre), direction des finances et des cultes.
- Isaac Reber (Les Verts), direction des travaux publics et de l'environnement
- Kathrin Schweizer (PS), direction de la sécurité

### 2019-2023
Date de l'élection : 31 mars 2019
- Monica Gschwind (PLR), direction de l'éducation, de la culture et des sports
- Anton Lauber (PDC), direction des finances et des cultes. Président en 2020-21
- Isaac Reber (Les Verts), direction des travaux publics et de l'environnement. Président en 2019-2020
- Kathrin Schweizer (PS), direction de la sécurité. Présidente en 2022-23
- Thomas Weber (UDC), direction de l'économie et de la santé. Président en 2021-22

## Histoire
Le Conseil d'État est élu par le Landrat jusqu'en 1863, puis par le peuple. Il compte sept membres de 1838 à 1850.
Les directions sont initialement au nombre de cinq (Finances, Intérieur, Justice, Instruction publique et cultes, Affaires militaires et police). Elles passent à six en 1867 avec la création de la direction des travaux publics (jusque-là à l'Intérieur), à sept en 1947 avec la création de la direction de la santé publique (jusque-là aux Affaires militaires) puis à huit en 1959 avec la création de la direction de l'agriculture (jusque-là à l'Intérieur). Elles sont ramenées à cinq en 1984 : Finances et cultes, Économie et santé, Travaux publics et agriculture (Travaux publics et environnement à partir de 1989), Justice, police et affaires militaires, Instruction publique et culture.
Elsbeth Schneider-Kenel (PDC) est la première femme à y être élue, en 1994, et la première femme à le présider, en 1998-99.

### Bases légales
- Constitution du canton de Bâle-Campagne (Cst./BL) du 17 mai 1984 (état le 16 septembre 2019), RS 131.222.2.
- Geschäftsordnung des Regierungsrates (GO/BL) du 15 décembre 1992 (état 1er juillet 2021), SGS 141.11
- Verordnung über die Verteilung der Direktionen (VVD/BL) du 11 juin 2013 (état 1er juillet 2019), SGS 140.10